# Sylvia Greiffenhagen
Sylvia Greiffenhagen (* 1949 in Stuttgart) ist eine deutsche Politikwissenschaftlerin und Sozialplanerin. Sie war Professorin für Politikwissenschaft an der Evangelischen Hochschule Nürnberg im Fachbereich Sozialwesen mit den Lehrgebieten Sozial- und Kommunalpolitik, Sozialplanung und Gemeinwesenarbeit. Derzeit lebt Greiffenhagen in Esslingen am Neckar.
Gemeinsam mit ihrem verstorbenen Ehemann Martin Greiffenhagen und auch als Einzelautorin hat sie zahlreiche Publikationen insbesondere zum Themenfeld der politischen Kultur verfasst. Dadurch hat Greiffenhagen den Begriff der politischen Kultur in der BRD nachhaltig geprägt.

## Leben
Greiffenhagen studierte zunächst Politikwissenschaft, Geschichte und Psychologie in Stuttgart und Heidelberg. Später promovierte sie zum Dr. rer. soc. an der Universität Tübingen über ein Thema der lokalen Politikforschung. Nach ihrem Studium war sie als freie Wissenschaftspublizistin tätig und arbeitete in den verschiedensten Medien (Funk, Fernsehen, Tagespresse, Magazine, Ausstellungsbau). Zusammen mit ihrem Mann war sie im Auftrag des Goethe-Instituts auf Vortragsreisen durch viele Regionen der Erde unterwegs. Nach unterschiedlichen Stationen beruflicher Tätigkeit (u. a. Mitarbeiterin bei Weeber + Partner, Institut für Stadtplanung und Sozialforschung Stuttgart/Berlin und hauptamtliche Professorin an der Ev. Hochschule Nürnberg) arbeitet sie heute vorwiegend im Rahmen des von ihr gegründeten Instituts für Sozialforschung und Sozialplanung Stuttgart/Nürnberg (IfSS). An ihrer früheren Hochschule lehrt sie als Honorarprofessorin. Im Rahmen des IfSS betreut sie Forschungs-, Beratungs- und Evaluationsprozesse auf den Feldern der Sozialplanung und Stadtentwicklungspolitik. Beispielhafte Tätigkeiten Greiffenhagens sind in diesem Zusammenhang unter anderem die Mitarbeit am Armutsbericht der Stadt Stuttgart, die wiss. Begleitung des Modellprojekts Kooperation Polizei-Jugendarbeit-Sozialarbeit Nürnberg, die wissenschaftliche Begleitung von Modellprojekten zum ‚Wohnen im Alter’, die Erarbeitung von Leitbildern im Rahmen des Programms ‚Stadt 2030’ des Bundesforschungsministeriums, Vorbereitende Untersuchungen und Quartiermanagement-Aufgaben für unterschiedlichste Kommunen im Rahmen des Bund-Länder-Programms ‚Soziale Stadt’. Greiffenhagen arbeitete und arbeitet ehrenamtlich in zahlreichen sozialen und gemeinnützigen Institutionen mit. Dazu gehörten über viele Jahrzehnte unter anderem die Mitgliedschaften im Vorstand der Carlo-Schmid-Stiftung, im Kuratorium der Bürgerstiftung Sozialwerk Esslingen oder im Vorstand des Schwäbischen Heimatbundes (Vorsitzende des Denkmalausschusses). Sie gehörte und gehört außerdem den Jurys verschiedener Architektur- und Städtebau-Preise an, z. B. der Jury des Denkmalpreises Baden-Württemberg (früher: Peter-Haag-Preis), der Jury des PROM – Preis für energieeffizientes Bauen und des Architektur- und Städtebaupreises der Arge Baden-Württembergischer Bausparkassen.

## Inhaltliche Angaben zum Werk
Bis in die 1990er Jahre hinein befasste sich Greiffenhagen, gemeinsam mit ihrem Mann Martin Greiffenhagen, intensiv mit politischer Kulturforschung. „Ein schwieriges Vaterland – Zur politischen Kultur der Bundesrepublik Deutschland“ ist ein bedeutendes Werk, das 1979 zum 30-jährigen Jubiläum der BRD vorab als sechsteilige Spiegel-Serie erschien und auf diese Weise große Bekanntheit erlangte. 1993 veröffentlichte sie, wieder in Zusammenarbeit mit Martin Greiffenhagen, die völlige Neuausgabe des Buchs. Das Werk mit dem programmatischen Untertitel Zur politischen Kultur im vereinigten Deutschland erhielt 1994 den Preis „Das Politische Buch des Jahres“. Hierin behandeln die beiden Autoren Identitätsprobleme der Deutschen mit ihrem Land, hervorgerufen durch historische Erfahrungen wie die autoritäre Politikgeschichte und die NS-Zeit, die jahrzehntelange Trennung Deutschlands in Ost und West und schließlich die Wiedervereinigung der beiden sehr unterschiedlichen politischen Kulturen von Ost- und Westdeutschland.
Birgit Sauer schreibt in ihrer Untersuchung Die Asche des Souveräns über Seite 23 ff.:
Sylvia und Martin Greiffenhagen formulieren die leitenden Interessen der Politischen :Kulturforschung als Fragen nach Identität, das heißt der Einheit politischer Institutionen und des :politischen Bewusstseins einerseits und des Selbst- und Fremdbildes eines Volkes andererseits, nach :Legitimität, der Folgebereitschaft der Bevölkerung und schließlich nach Anomie, dem Maß der :Entfremdung zwischen Bevölkerung und politischen Institutionen.
1981 gab sie, mit Martin Greiffenhagen und Rainer Prätorius, das Handwörterbuch zur politischen Kultur der Bundesrepublik Deutschland heraus, das 2002 als völlige Neuausgabe erschien und bis heute als Standardwerk der politischen Kulturforschung gilt.
Ein weiteres Werk, das sie mit ihrem Mann zusammen verfasst hat, ist Das Glück. Realitäten eines Traums. In diesem Buch wird der Begriff „Glück“ kritisch diskutiert und überindividuelle Faktoren des Glücks in den Vordergrund gestellt. So entstand eine kleine Kultur- und Sozialgeschichte des Glücks. Ab den 1990ern wandte sie sich zunehmend dem Themenkreis Sozialpolitik, Sozialplanung und Stadtentwicklung zu. Zahlreiche Publikationen behandeln den demographischen und sozialen Wandel in unserer Gesellschaft, in theoretischer Hinsicht ebenso wie anwendungsbezogen. Insbesondere die Auswirkungen gesellschaftlichen Wandels auf Architektur und Städtebau stehen im Mittelpunkt ihres Interesses. Als wissenschaftliches Hobby verfolgt Sylvia Greiffenhagen seit den 1990er Jahren die Erforschung der Mensch-Tier-Beziehung in Geschichte und Gegenwart. Ihr 1991 erstmals vorgelegtes Buch Tiere als Therapie. Neue Wege in Erziehung und Heilung gilt heute als Standardwerk wissenschaftlicher Analyse der vielfältigen positiven Wirkungen von Tieren auf Menschen in schwierigen Lebenssituationen. Ihr Buch berichtet unter anderem von Theorie und Praxis des gezielten Einsatzes von Tieren in stationären Einrichtungen wie Alten-, Behinderten- und Pflegeheimen, Jugendhilfeeinrichtungen, Gefängnissen und Krankenhäusern.

## Veröffentlichungen (Auswahl)
- mit Martin Greiffenhagen: Ein schwieriges Vaterland – Zur politischen Kultur im vereinigten Deutschland. List, München/Leipzig 1993, ISBN 3-471-77668-0.
- mit Martin Greiffenhagen (Hrsg.): Handwörterbuch zur politischen Kultur der Bundesrepublik Deutschland. Wiesbaden 2002 (Darin: von S. Greiffenhagen die Artikel „Bildung“, „Politische Sozialisation“, „Politische Kultur“ und „Soziale Sicherheit“).
- Politische Kultur Isnys im Allgäu. Auf den Spuren einer Freien Reichsstadt (= Tübinger Studien zur Landespolitik und politischen Landeskunde. Band 2). Engel, Kehl 1988 (Diss. Tübingen).
- mit Gesa Ingendahl: Isny im 19. und 20. Jahrhundert. Isny 2003.
- mit Martin Greiffenhagen: Das Glück. Realitäten eines Traums. Piper, München 1988.
- (Hrsg.): ‘Revolutionsfabrik‘ und ‘Haute-volée-Sozialdemokraten‘. 125 Jahre Geschichte der SPD Esslingen (= Esslinger Studien. Sonderband). 1995.
- mit Walter H. Asam u. a. (Hrsg.): Wohnen und Pflegen. Neue Wege zur gemeindeorientierten Altenpolitik. Freiburg 1995.
- mit Katja Neller (Hrsg.): Praxis ohne Theorie? Wissenschaftliche Diskurse zum Bund-Länder-Programm „Stadtteile mit besonderem Entwicklungsbedarf – Die Soziale Stadt“. Wiesbaden 2005.
- Forschungsverbund Esslingen 2030. Stadt 2030. Bürger sein heute – Bürger sein im Jahr 2030 (Ergebnisbericht des Forschungsprojekts Stadt 2030 des Bundesforschungsministeriums). Esslingen 2003.
- mit Oliver Buck-Werner: Tiere als Therapie. Neue Wege in Erziehung und Heilung. 2., komplett überarbeitete Auflage. Rümelsberg, 2007.
- Zahlreiche Artikel und Aufsätze in Zeitschriften und Sammelbänden auf den Feldern politische Kultur, Sozial- und Kommunalpolitik sowie Städtebau und Sozialplanung.